# Elytraria nodosa
Elytraria nodosa är en akantusväxtart som beskrevs av E. Hossain. Elytraria nodosa ingår i släktet Elytraria och familjen akantusväxter. Inga underarter finns listade i Catalogue of Life.